# شهرستان نوکاث
ناحیهٔ نوکاث (به ازبکی: Nukus tumani، نوکوس تومنی)(به قره‌قالپاقی: Nókis rayonı، نوكیس رایونىُ) یک شهرستان در ازبکستان است که در قره‌قالپاقستان واقع شده‌است. ناحیه نوکاث ۵۳٬۹۰۰ نفر جمعیت دارد.